# Scipione Cerreto

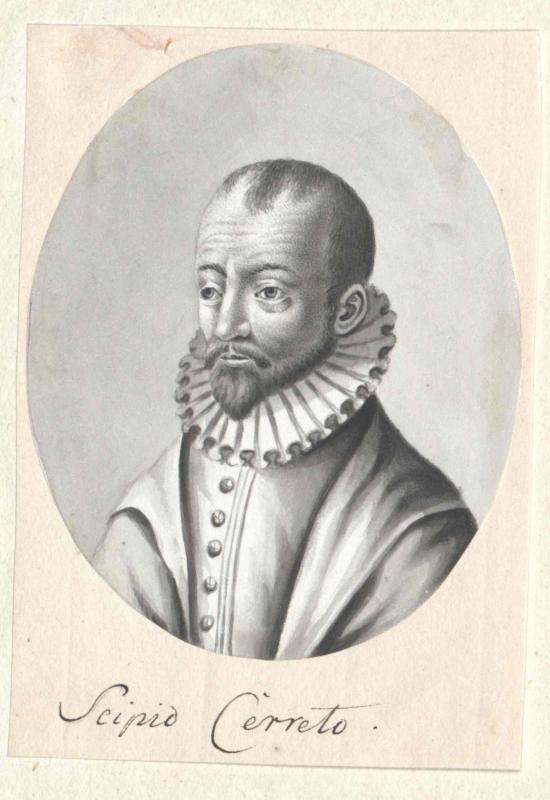
Scipione Cerreto

Scipione Cerreto oder Scipio Cerreto (auch Scipion Cerreto; * um 1551 in Neapel; † um 1633 ebenda) war Komponist, Lautenist und Musiktheoretiker.

## Leben
Scipio Cerreto verbrachte sein Leben in Neapel. Er war Komponist und Musiker, da nur wenige seiner Kompositionen überdauert haben, ist er heute vor allem als Theoretiker bekannt. Er war kein Pionier seiner Zeit (er weist das neue 12-Modus System zurück, das von 1547 Heinrich Glarean vorgeschlagen wird und versichert die Gültigkeit des Jahrhundert-alten Achtmodus Systems), aber seine Schreiben sind wichtig, weil sie Licht in die vielen Aspekten der musikalischen Praxis im frühen 17. Jahrhundert bringen.

## Wirken
Cerreto folgte einem konservativen Weg, stellte die Richtlinien des strengen, osservato Kontrapunkts dar. Er schrieb zwei Abhandlungen, Dell’arbore musicale (Neapel, 1608) und Della prattica musica vocale et strumentale (Neapel, 1601, Neudruck 1611) und zwei Manuskriptabhandlungen, die den Kontrapunkt lehren: Dialoghi armonici pel contrapunto e per la compositione (1626) und Dialogo armonico […] di tutte le regole del contrappunto et anco della compositione de più voci, de’ canoni, delle proportioni, et d’altri (1631).